# Damascus Keter

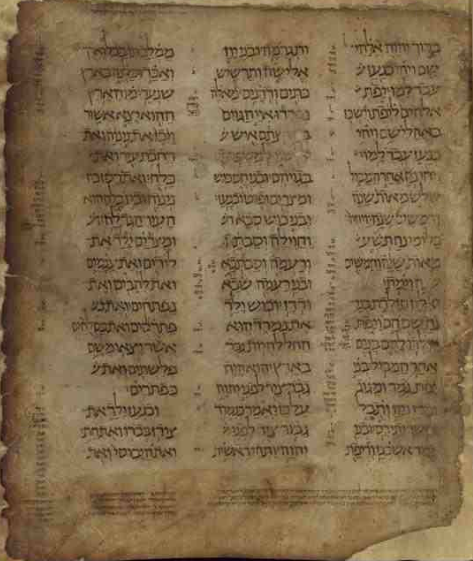
Damascus Keter

Damascus Keter (Korona Damaszku) – hebrajski kodeks Pentateuchu zapisany na pergaminie, pochodzący z X wieku n.e. Manuskrypt ten jest jednym z najstarszych zachowanych hebrajskich rękopisów biblijnych. Przechowywany jest w The National Library of Israel (ms. Heb 5702).

## Opis
Manuskrypt zawiera tekst masorecki Pięcioksięgu Mojżeszowego ze znakami wokalizacji oraz akcentami, zawiera również komentarze masora magna i masora parva. Zachowało się 270 kart o wymiarach 432 na 385 mm. Karty są zapisane w trzech kolumnach na stronę, po 20 linijek w kolumnie. Napisany został dużym pogrubionym, orientalnym pismem kwadratowym. 
Brakuje początkowych kart kodeksu, gdyż rozpoczyna się on od Rodzaju 9,26. W tekście brakuje również Wyjścia 18,1-23. Jest to jednak dobrze zachowany, bardzo dokładny i prawie kompletny rękopis. Należy do wąskiej grupy wczesnych masoreckich rękopisów Pięcioksięgu i z tego względu ma bardzo duże znaczenie dla badań masory.
Rękopis ten należał do gminy żydowskiej w Damaszku. W 1914 roku kolekcjoner i bibliofil, David S. Sassoon, kupił go od społeczności żydowskiej w Damaszku i stąd jest nazywany „Damascus Keter” („Korona Damaszku”). Sassoon, w swoim katalogu, opisał rękopis jako pochodzący z IX wieku ze szkoły babilońskiej, jednak uczeni z Uniwersytetu Hebrajskiego nie zgadzają się z jego opinią i uważają, że jest pochodzenia palestyńskiego a napisany został w X wieku. W 1975 roku manuskrypt z kolekcji Sassoona trafił do The National Library of Israel.